# قبضة الهلالي (فلم)
قبضة الهلالي هو فيلم مصري عرض عام 1991، بطولة يوسف منصور وليلى علوي، ومن إخراج إبراهيم عفيفي.

## قصة الفيلم
تدور أحداث الفيلم حول الدكتورة "ليلى الهلالي"، التي تعيش مع شقيقها "صابر الهلالي" المرشد السياحي ومحب الآثار والفنون القتالية الرياضية المختلفة، تنتظر "ليلى" و"صابر" مكافأة مالية 70 ألف جنيه خاصة بوالدهما الذي مات بعد تعرضه لحادث. تذهب "ليلى" لاستلام المكافأة نتيجة انشغال "صابر" في عمله. تتعرض "ليلى" لمحاولة اغتصاب من المدعو "فيومي"، لكن تفشل المحاولة نتيجة مشاهدة سيدة لهذه الحادثة. يقوم "فيومي" بسرقة أموال المكافأة من "ليلى" وتتوالى الأحداث.

## طاقم التمثيل
- يوسف منصور: صابر الهلالي
- ليلى علوي: ليلى الهلالي
- حمدي الوزير: فيومي أبو ركب
- جالا فهمي: ميرفت
- ضياء الميرغني: بانجو
- شريف عبد المنعم: ضابط الشرطة
- كمال أبو رية: حمدي
- ناهد سمير: والدة صابر وليلى
- أمل إبراهيم: مسجونة
- عبد المنعم المرصفي: دكتور كمال
- حسني عبد الجليل: عطوة
- نبيل الهواري: النونو
- حمدي مرسي
- عزة بكير: نعيمة
- عاطف بركات: ضابط شرطة
- الأنصاري فريد
- نصر سيف: من العصابة
- مطاوع عويس
- محمد رسمي
- سهام زكي
- سهام عبد الله
- زينب عبده
- عبد المنعم النمر
- فايزة عبد الجواد

## فريق العمل
- إخراج: إبراهيم عفيفي
- تأليف: بسيوني عثمان
- مدير التصوير: محمد طاهر
- مونتاج: صلاح بسيوني
- موسيقى تصويرية: محمد نوح
- إنتاج: الأهرام للسينما والفيديو (إبراهيم شوقي سالم)
- توزيع داخلي: أفلام النصر (محمد حسن رمزي)
- توزيع خارجي: الأهرام للسينما والفيديو (إبراهيم شوقي سالم)